# Bayán (acordeón)
El bayán (en ruso: бая́н), (pronunciación AFI, bɐˈjan), cuyo nombre proviene del bardo del siglo XI Boyan, es un tipo de acordeón cromático desarrollado en Rusia a principios del siglo XX.

## Características

Sistema de botones cromático (Tipo B), llamado normalmente Sistema de Moscú o Moscovita; La mayoría de bayanes rusos usan este sistema.

Sistema de botones cromático de "Europa Occidental" (tipo C).

El bayán difiere de los acordeones cromáticos de botones en algunos detalles de construcción:
- Las lengüetas son más amplias y rectangulares (en vez de trapezoidales).
- Las lengüetas suelen estar unidas en varios grupos a una placa común, (en vez de en parejas); Las placas son atornilladas al bloque de lengüetas (en lugar de unidas con cera).
- La parte derecha se une cerca del centro del cuerpo (en vez de atrás).
- Las lengüetas normalmente no están afinadas con trémolo.
- Los botones del registro pueden ser usados con la barbilla en algunos modelos grandes (también posible con algunos modelos europeos de acordeones grandes de botones).
- La hilera del acorde disminuido, está cambiada, haciendo que el acorde de Sol sostenido disminuido, esté en donde uno esperaría que estuviera el acorde de Do sostenido disminuido en el Sistema de bajos Stradella.
- Las voces que van desde la configuración estándar hasta los bajos libres (notas de bajo individuales) son comunes en los instrumentos grandes.
- Al contrario que en las convenciones de Europa Occidental, en el modo de bajos libres, las notas más graves normalmente están al final del instrumento, y las más agudas al principio.
- Los instrumentos más recientes pueden contener un registro donde toda nota tocada produce una quinta justa.

El bayán y los acordeones cromáticos de botones tienen mucho más rango en cuanto al índice acústico científico que otros acordeones con teclado de piano: cinco octavas, más una tercera menor (rango escrito = E2-G7, rango real = E1-C#8).
Las diferencias en cuanto a construcción interna otorgan al bayán de un timbre diferente y un bajo con un sonido mucho más amplio comparado con los instrumentos de Europa occidental. Debido a su rango y claridad, los bayanes suelen ser los instrumentos predilectos de los virtuosos del acordeón que tocan música clásica y música clásica contemporánea.